# تفاعل أولي
تفاعل أولي  في الكيمياء (بالإنكليزية elementary reaction) هو تفاعل كيميائي تتفاعل فيه مادة أو أكثر مباشرة لإنتاج مادة أو أكثر في «خطوة واحدة» وحالة انتقالية واحدة.]].
وفي حالة تفاعل أولي انقسامي يتفكك جزيئ A أو يتزامر مكونا نواتج للتفاعل.
{\displaystyle {\mbox{A}}\rightarrow {\mbox{products}}}
ويتناسب معدل التفاعل لمثل هذا التفاعل تناسبا طرديا مع تركيز المادة A عند درجة حرارة ثابتة، طبقا للعلاقة:
{\displaystyle {\frac {d[{\mbox{A}}]}{dt}}=-k[{\mbox{A}}]}
أما فبالنسبة إلى تفاعل كيميائي ازدواجي حيث تتفاعل مادتين أو ذرتين أو جزيئين أو أيونين A و B
لإنتاج مادة أو مادتين:
{\displaystyle {\mbox{A + B}}\rightarrow {\mbox{products}}}
فيكون معدل التفاعل (سرعة التفاعل) متناسبا مع تركيز كل من A و B.
{\displaystyle {\frac {d[{\mbox{A}}]}{dt}}={\frac {d[{\mbox{B}}]}{dt}}=-k[{\mbox{A}}][{\mbox{B}}]}
ويمكن استنباط هذه الصيغة باستخدام نظرية التصادم. وأحيانا تسمى معادلة سرعة التفاعل الأولي الازدواجي قانون فاعلية الكتلة. وقد صيغ قانون فاعلية الكتلة من العالمين الكيميائيين «جولدبرج» و«واجي» عام 1864. وأحد تلك التفاعلات تفاعل اضافة الحلقات.
وبناء على تلك النظرية فهي تفترض أن يتم تفاعل ثلاثي حيث تتفاعل ثلاثة مواد في وقت واحد وفي «خطوة واحدة»،
ولكن احتمال تصادم ثلاثة جزيئات من الثلاثة مواد في نفس اللحظة يكون ضعيف جدا، وعلى الأخص فمن اللازم في نفس الوقت أن تكون تلك الجزيئات المصتدمة لها طاقة كافية لإتمام التفاعل. لهذا نجد أنه غير محتمل أن يتم تفاعل ثلاثي بطريقة التفاعل الأولي، أي في خطوة واحدة. وسوف نرى في مكان آخر أن تفاعل ثلاثة مواد يتم على عدة خطوات وليست في خطوة واحدة.
وكل تفاعل كيميائي يمكن تقسيمه إلى عدد من التفاعلات الأولية متتابعة. ولن يمكن دائما تعيين سرعة تفاعل إجمالية لمسارات معينة للتفاعلات، ولكن نلجأ إلى حلول تحليلية لبعض التفاعلات المناسبة، مثل تقريب حالة مستقرة أو مسيرة تفاعل ميشائيليس-منتن لتفاعلات الإنزيمات.
وعندما يتم تفاعل معقد علي خطوات متتالية وتنتمي كل خطوة منها إلى تفاعل أولي، فيمكننا عندئذ تعيين سرعة كل خطوة على حدة، ومن الواضح أن سرعة التفاعل الكلي تكون محكومة بخطوة التفاعل الأولي الأكثر بطءا بينها.

## اقرأ أيضا
- تركيز
- معدل التفاعل
- توازن دينامي
- توازن ترموديناميكي
- مول
- جزء مولي
- كتلة مولية
- درجة التفاعل